# میخائیل کریچمان
میخائیل ولادیمیروویچ کریچمان (روسی: Михаил Владимирович Кричман؛ زادهٔ ۱۷ ژوئن ۱۹۶۷) فیلم‌بردار اهل روسیه است. وی از سال ۲۰۰۰ میلادی تاکنون مشغول فعالیت بوده‌است.
از فیلم‌ها یا مجموعه‌های تلویزیونی که وی در آن‌ها نقش داشته‌است می‌توان به بی‌عشق، بازگشت، تبعید، لویاتان، خانم جولی و دست‌نوشته محرمانه اشاره نمود.
وی تاکنون برندهٔ جوایزی همچون جایزهٔ فیلم اروپا، جایزه نیکا و جایزهٔ اوسلای طلایی در جشنواره فیلم ونیز شده‌است. وی تا کنون ۳ مرتبه برندهٔ کامریمیج شده است.